# أكاديمية السلطان قابوس لعلوم الشرطة (نزوى)
أكاديمية السلطان قابوس لعلوم الشرطة؛ هي مدينة متكاملة وبيئة تعليمية وتدريبية ملائمة لتدريب وتأهيل منتسبي شرطة عمان السلطانية وغرس روح الحياة العسكرية في نفوسهم.

## نبذة
في عام 1974م تم إنشاء أكاديمية متخصصة لتدريب رجال شرطة عمان السلطانية بعدما أمست مدرسة تدريب الشرطة التي أنشئت في عام 1973م بمنطقة القرم بمحافظة مسقط غير قادرة على استيعاب الأعداد المتزايدة من أبناء الوطن الراغبين في الانتساب إلى الشرطة.
وفي مطلع عام 1976م بدأ العمل الإنشائي للأكاديمية، وقد افتتحت رسميًا في الخامس من يناير عام 1980م تحت رعاية السلطان قابوس بن سعيد، وسميت بأكاديمية الشرطة، وخلد ذلك اليوم كيوم رسمي لجهاز الشرطة يحتفى به كل عام. وبموجب المرسوم السلطاني رقم (2000/62) الصادر بتاريخ 2000/7/16م، عدل مسماها إلى أكاديمية السلطان قابوس لعلوم الشرطة، ليقترن مسمى هذا الصرح بمسمى القائد الأعلى الذي يولي هذا الجهاز كل رعاية واهتمام.

## موقعها
تقع أكاديمية السلطان قابوس لعلوم الشرطة في ولاية نزوى بمحافظة الداخلية، وتبعد عن ولاية نزوى (18 كم) وعن محافظة مسقط (160كم) وتمتد على مساحة جغرافية كبيرة.

## الوصلات الخارجية
- الموقع الرسمي
- المركز الوطني للإحصاء والمعلومات، سلطنة عمان